# Traugott König
Traugott König (* 22. September 1934 in Bunzlau; † 9. Juli 1991 in Frankfurt am Main) war ein deutscher Übersetzer.

## Leben
Traugott König war der Sohn eines Pfarrers. Er besuchte ein Gymnasium in der DDR und studierte später Romanistik und Philosophie an der Freien Universität Berlin. Ab 1970 lebte er in Frankfurt am Main.
Traugott König übersetzte seit den Sechzigerjahren literarische und philosophische Texte aus dem Französischen. Er war Herausgeber der deutschen Gesamtausgabe der Werke Jean-Paul Sartres, in deren Rahmen auch Königs Hauptwerke, die Übersetzungen von Sartres Der Idiot der Familie und Das Sein und das Nichts, erschienen. 1978 erhielt Traugott König für seine Sartre-Übersetzungen den Helmut-M.-Braem-Übersetzerpreis und 1988 den Johann-Heinrich-Voß-Preis der Deutschen Akademie für Sprache und Dichtung in Darmstadt.

## Werke
- Traduire Sartre en allemand, Lausanne 1989

## Herausgeberschaft
- Jules Michelet: Die Hexe, München 1974
- Jean-Paul Sartre: Sartre über Sartre, Reinbek 1977
- Jean-Paul Sartre: Was kann Literatur?, Reinbek 1979
- Sartres Flaubert lesen, Reinbek 1980
- Jean-Paul Sartre: Artikel, Aufrufe, Pamphlete, Reinbek 1982
- Jean-Paul Sartre: Reden, Polemiken, Stellungnahmen, Reinbek 1982 (herausgegeben zusammen mit Dietrich Hoss)
- Jean-Paul Sartre: Schwarze und weiße Literatur, Reinbek 1984
- Jean-Paul Sartre: Sartre-Lesebuch, Reinbek 1986
- Jean-Paul Sartre: Wir sind alle Mörder, Reinbek 1988
- Sartre – ein Kongress, Reinbek 1988

## Übersetzungen
- Roland Barthes: Die Lust am Text, Frankfurt 1974
- Georges Bataille: Das theoretische Werk, München (übersetzt zusammen mit Heinz Abosch)
  - 1. Die Aufhebung der Ökonomie, 1975
- Frantz Fanon: Die Verdammten dieser Erde, Frankfurt a. M. 1966
- Gustave Flaubert: Jugendwerke, Zürich 1980
- Gustave Flaubert: November, Zürich, 1982
- Claude Lévi-Strauss: Rasse und Geschichte, Frankfurt 1972
- André Maurois: Die Geschichte der USA von Wilson bis Kennedy, Reinbek 1965
- Henri Michaux: Reise nach Groß-Garabannien, Frankfurt am Main 1989
- Marc Nerfin: Gespräche mit Ben Salah, Bonn 1976
- Paul Nizan: Aden. Die Wachhunde, Reinbek 1969
- Jean-Paul Sartre: Die Eingeschlossenen von Altona, Reinbek 1991
- Jean-Paul Sartre: Freud, Reinbek bei Hamburg 1995 (übersetzt zusammen mit Judith Klein)
- Jean-Paul Sartre: Geschlossene Gesellschaft, Reinbek 1985
- Jean-Paul Sartre: Der Idiot der Familie, Reinbek

1. Die Konstitution, 1977
2. Die Personalisation, 1, 1977
3. Die Personalisation, 2, 1978
4. Elbehnon oder Die letzte Spirale, 1978
5. Objektive und subjektive Neurose, 1980

- Jean-Paul Sartre: Kolonialismus und Neokolonialismus, Reinbek 1968 (übersetzt zusammen mit Monika Kind)
- Jean-Paul Sartre: Kritik der dialektischen Vernunft, Reinbek

1. Theorie der gesellschaftlichen Praxis, 1967

- Jean-Paul Sartre: Mallarmés Engagement, Reinbek 1983
- Jean-Paul Sartre: Nekrassow, Reinbek 1991
- Jean-Paul Sartre: Das Sein und das Nichts, Reinbek 1991 (übers. zusammen mit Hans Schöneberg)
- Jean-Paul Sartre: Tote ohne Begräbnis, Reinbek 1988
- Jean-Paul Sartre: Die Transzendenz des Ego, Reinbek 1982 (übers. zusammen mit Uli Aumüller, Bernd Schuppener)
- Jean-Paul Sartre: Warum ich nicht in die Vereinigten Staaten reise, Berlin 1967
- Jean-Paul Sartre: Was ist Literatur? Reinbek 1981
- Jorge Semprún: Algarabía oder Die neuen Geheimnisse von Paris, Frankfurt am Main 1985 (übersetzt zusammen mit Christine Delory-Momberger)